# 五藤 (小惑星)
五藤(2621 Goto)は、1981年2月9日に関勉が高知県芸西村で発見した小惑星である。五藤光学研究所の創業者である五藤斉三にちなんで命名された。